# Ernst Sommerlath
Ernst Sommerlath (* 23. Januar 1889 in Hannover; † 4. März 1983 in Leipzig) war ein deutscher lutherischer Theologe.

## Leben

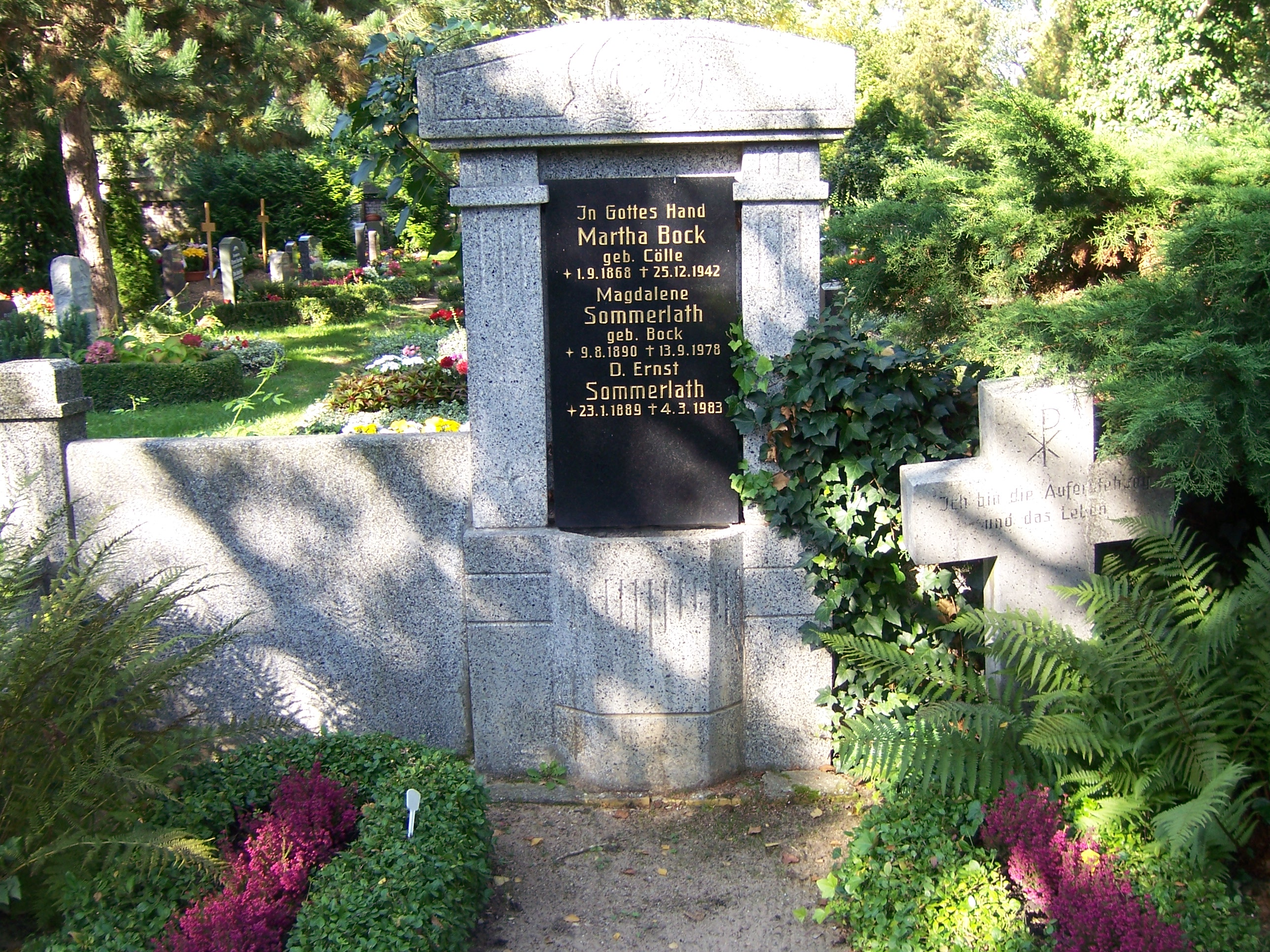
Grabstätte Ernst Sommerlath

Sommerlath wurde als Sohn eines Kaufmanns geboren und studierte ab 1907 Theologie in Heidelberg, Greifswald, Leipzig und Göttingen. 1917 wurde er mit einer Arbeit über Kants Freiheitslehre promoviert.
Nach schwerer Verwundung als Leutnant im Ersten Weltkrieg und Tätigkeit als Pfarrer lehrte er Systematische Theologie, ab 1921 als Privatdozent und von 1924 bis zu seiner Emeritierung 1959 als Professor an der Theologischen Fakultät der Universität Leipzig. Als dezidiert lutherischer Theologe engagierte er sich im Lutherischen Einigungswerk und lehnte die Arnoldshainer Abendmahlsthesen (1957) ebenso ab wie die Leuenberger Konkordie (1973).
Sommerlath war von 1958 bis 1983 Herausgeber der renommierten Theologischen Literaturzeitung.
1976 wirkte er als Onkel der Braut bei der Hochzeit von Silvia Sommerlath mit dem schwedischen König Carl XVI. Gustaf in der Stockholmer St Nicolai Storkyrka mit.

## Schüler
- Ernst-Heinz Amberg
- Christoph Michael Haufe (Promotion 1961)
- Ernst Koch (Promotion 1960)
- Ulrich Kühn
- Theo Lehmann[1]
- Carl-Christoph Schweitzer

## Schriften (Auswahl)
- Kants Lehre vom intelligiblen Charakter. Ein Beitrag zu seiner Freiheitslehre. Leipzig 1917.
- Der Ursprung des neuen Lebens nach Paulus. Leipzig ²1927.
- Unsere Zukunftshoffnung. Zur Frage nach den letzten Dingen. Leipzig 1928.
- Der Sinn des Abendmahls nach Luthers Gedanken über das Abendmahl 1527/29. Leipzig 1930.
- Sakrament und Gegenwart. Gedanken zu Luthers Katechismussätzen über Taufe und Abendmahl. Leipzig 1930.
- mit August Kimme: Weg und Ziel des Lutherischen Einigungswerkes. Berlin 1951.
- mit Julius Schniewind: Abendmahlsgespräch, hg. von Edmund Schlink. Berlin 1952.
- Amt und allgemeines Priestertum. Berlin 1954.
- Gesetz und Evangelium, in: Luthertum, Heft 17. Berlin 1955.